# Flunitrazolam
Flunitrazolam, também conhecido como Flunazolam, é um derivado de benzodiazepínico, vendido online como droga sintética. É uma droga hipnótica e sedativa potente semelhante a compostos relacionados, como flunitrazepam, clonazolam e flubromazolam. Foi identificado pela primeira vez por um laboratório analítico na Alemanha em outubro de 2016, e não tinha sido descrito na literatura científica ou de patentes antes disso. É o análogo triazólico do flunitrazepam (Rohypnol). A adição do anel triazol ao andaime aumenta tremendamente a potência. O flunitrazolam é relatado como ativo em nível de micrograma.